# Willem Jacob Luyten
Willem Jacob Luyten (7 marca 1899 – 21 listopada 1994) – holendersko-amerykański astronom. Urodził się w Indonezji.
Pracował w Obserwatorium Licka i Harvard College Observatory, uczył w University of Minnesota.
Badał ruchy własne gwiazd, odkrył wiele białych karłów, oraz kilka z najbliższych sąsiadów Słońca, między innymi gwiazdę Luytena.

## Nagrody
- Medal Jamesa Craiga Watsona (1964)
- Bruce Medal (1968)

## Nazwane jego imieniem
- Asteroida (1964) Luyten
- Gwiazda Luytena